# Томашув (Піньчовський повіт)
Томашув (пол. Tomaszów) — село в Польщі, у гміні Міхалув Піньчовського повіту Свентокшиського воєводства.
Населення — 161 особа (2011).
У 1975-1998 роках село належало до Келецького воєводства.

## Демографія
Демографічна структура на день 31 березня 2011 року:
|          | Загалом | Допрацездатний вік | Працездатний вік | Постпрацездатний вік |
| -------- | ------- | ------------------ | ---------------- | -------------------- |
| Чоловіки | 85      | 22                 | 53               | 10                   |
| Жінки    | 76      | 11                 | 41               | 24                   |
| Разом    | 161     | 33                 | 94               | 34                   |